# Халат

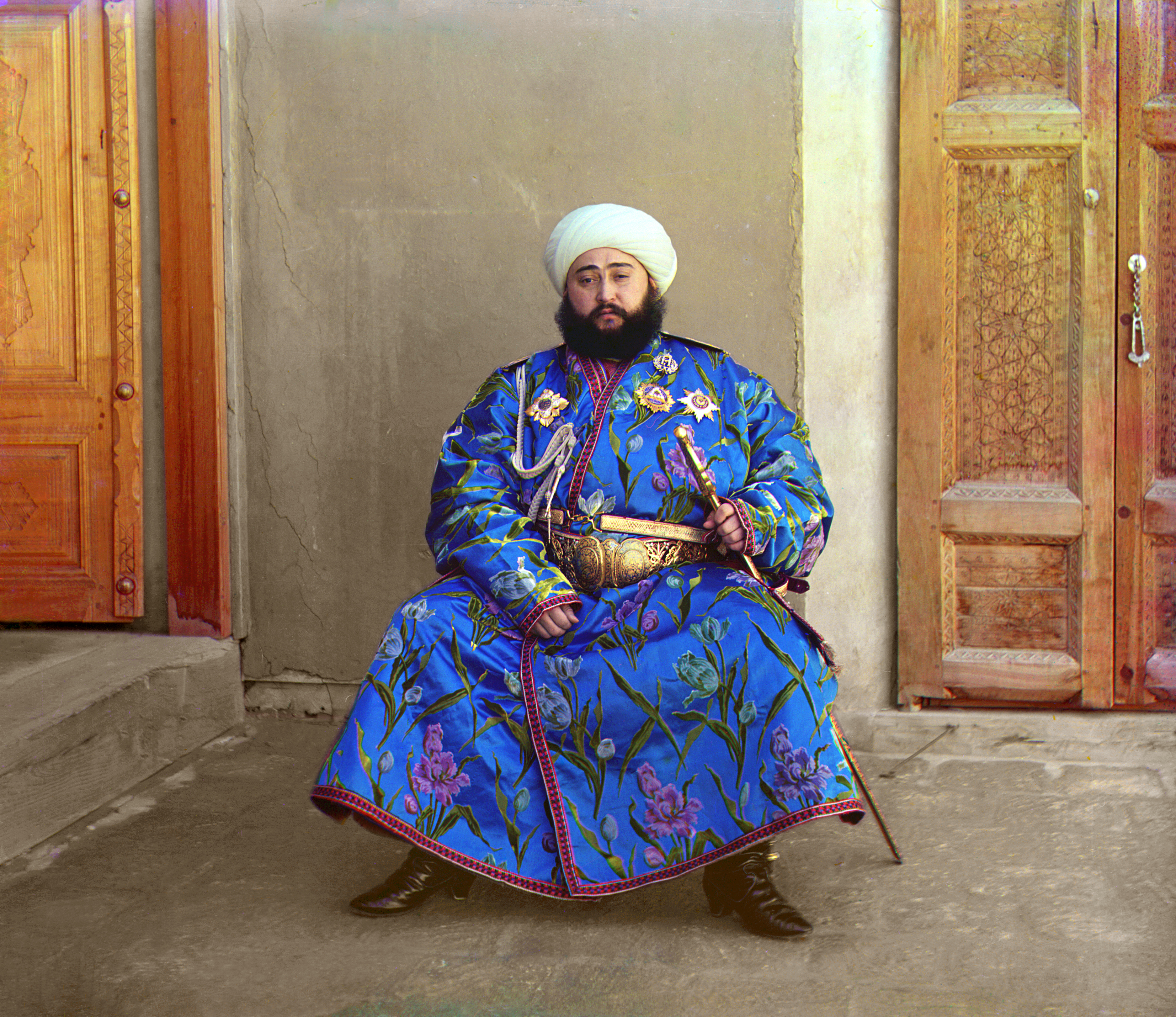
Алим-Хан, эмир Бухары в богатом халате
фотография С. М. Прокудина-Горского, 1911 год

Хала́т (араб. خلعة‎ [хиль‘а] — «жалованная одежда», «почётное платье» посредством осман. خلعت‎ [χilat] — «кафтан»; перс. خلعت‎ — «кафтан») — домашняя или рабочая (верхняя у многих народов Азии) длиннополая одежда, запахивающаяся или застёгивающаяся сверху донизу, обычно из хлопчатобумажной ткани.

## Халат в Азии
Халат традиционного покроя является распашной одеждой без ворота, без сквозных застёжек, с узкими либо же широкими рукавами. Традиционно такие халаты изготовляются из полосатых или узорчатых тканей.
Халаты широко распространены как среди мужчин, так и женщин в Иране, северной Индии и Средней Азии в качестве верхней одежды. Тонкий и длинный халат защищает тело от солнечных лучей днём и от холода — ночью.
В Азии богато украшенный халат может также использоваться как почётная награда (одежда служит символом социального положения у многих народов). К XIX веку в Индии слово «халат» стало обозначать любую материальную награду (в виде денег, товаров и т. д.) от колониального британского правительства местным потомственным князьям.

## Халат в западной культуре

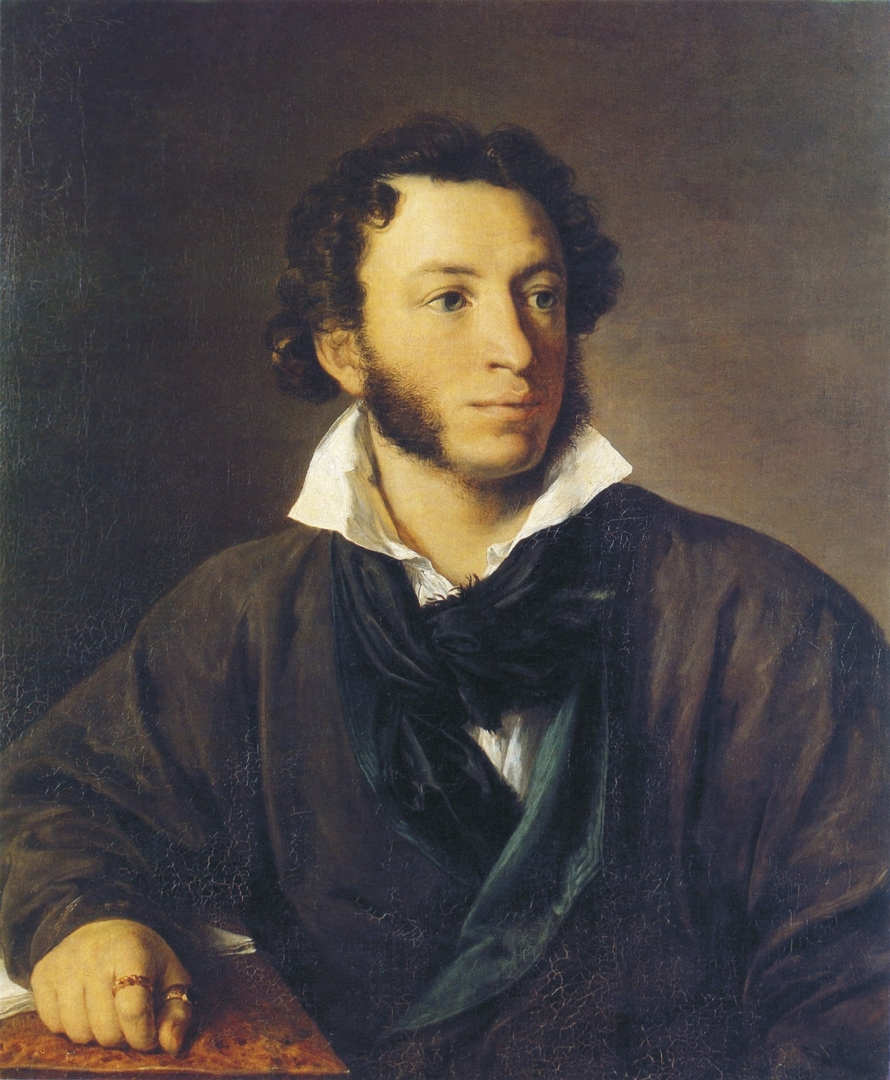
В. А. Тропинин. Портрет А. С. Пушкина (1827)

В Европе (включая славянских стран по перенятой традиции) халаты не используются в качестве верхней одежды. 
В качестве домашней одежды халат известен в европейских странах ещё в XVII веке, а в начале XVIII века он, в результате петровских реформ, проникает в таком статусе и в Россию вместе с западноевропейской одеждой. Халат XVIII века подбивался ватой или мехом, обладал шалевым воротом, который, равно как и обшлага были другого цвета. В халате, «в неглиже», было принято устраивать утренние приёмы, данная практика была столь широко распространена, что не только титулованные, но и мелкопоместные дворяне принимали гостей таким образом (а вельможи носили их с вшитыми орденскими звёздами). Впрочем, несмотря на то, что халат был преимущественно утренней одеждой, его могли носить даже днём, а сельские помещицы могли проходить в нём весь день. Также до вечера халат-шлафрок носили и помещики-мужчины. В России XVIII-XIX века наряду с халатом в качестве домашней одежды также использовались шлафрок и архалук (последний также восточного происхождения), интерес к халатам и архалукам как к восточным предметам одежды подогрел в начале XIX века романтизм. Однако если архалук и шлафрок (равно как и капот — женское домашнее платье) практически всё время своего бытования были просторными и отличались свободным покроем, то халат в большей степени зависел от модных требований. В начале XIX века, помимо халатов восточного покроя, мужчины также носили закрытые халаты с косым воротом и откидными рукавами с прорехами. С конца XIX-го века халат становится предметом сугубо интимного, домашнего гардероба, в котором не принято появляться перед посторонними. В конце XIX-начале XX века у женщин в моде были халаты из шёлка восточного происхождения, а также японские кимоно. Домашние халаты традиционно носятся дома, как правило, поверх пижамы. Раньше пижама считалась нижним бельём, и было зазорным появиться в ней перед семьёй или гостями. Как правило, халат носится после сна, за завтраком, по дороге от спальни до ванной, в позднее вечернее время перед сном. В больших господских домах это имело большее значение, нежели в небольших квартирах.
В допетровской Руси, впрочем, халат как иностранная одежда был известен и до своего проникновения в быт, точнее, именно обозначение данного предмета одежды. Также распашная одежда халатообразного покроя была известна и в русском народном костюме. Такими по покрою были армяк, азям и чапан. Халат как отдельный элемент одежды также существовал.
С конца XIX-го же века термин «халат» используется и как обозначение рабочей одежды, приспособленной к условиям той или иной профессии. Рабочие халаты используются для гигиены или во избежание загрязнения нерабочей одежды. Рабочие халаты используются врачами, лабораторными работниками, поварами, иногда — малярами, столярами и т. д. Для некоторых профессий цвет халата регламентирован Санитарно-эпидемиологическими правилами. Так, поварской халат должен быть белым, халат техника или оператора — серым или чёрным, халат грузчика или складского работника — синим.

## Халат в культуре
В русской литературе XIX века халат использовался как символ праздной, бездеятельной жизни барина. Яркий пример — роман «Обломов» Ивана Гончарова, где халат постоянно носил дома главный герой произведения:

Как шёл домашний костюм Обломова к покойным чертам лица его и к изнеженному телу! На нём был халат из персидской материи, настоящий восточный халат, без малейшего намёка на Европу, без кистей, без бархата, без талии, весьма поместительный, так что и Обломов мог дважды завернуться в него. Рукава, по неизменной азиатской моде, шли от пальцев к плечу всё шире и шире. Хотя халат этот и утратил свою первоначальную свежесть и местами заменил свой первобытный, естественный лоск другим, благоприобретённым, но всё ещё сохранял яркость восточной краски и прочность ткани. Халат имел в глазах Обломова тьму неоценённых достоинств: он мягок, гибок; тело не чувствует его на себе; он как послушный раб, покоряется самомалейшему движению тела.

Не принимай почётных гостей в разорванном халате!— Козьма Прутков
Кроме того, халат часто используется как деталь исключительно домашней жизни (см. например А. Бахрах «Бунин в халате»). Халат, поскольку был наряду с ночным колпаком неотъемлемой частью гардероба помещиков, стал одним из характерным атрибутов образа барина XVIII-XIX в. в культуре (тем более, что если в городских условиях халат был исключительно домашней одеждой, то в своём поместье дворянин мог выходить к своим крестьянам и в халате).
В повести «Старосветские помещики» Николая Гоголя одна из дуэта главных героев, Пульхерия Ивановна Товстогубиха, просит мужа, Афанасия Ивановича, не надевать на неё атласное платье в качестве погребальной: «а вам оно пригодится: из него сошьете себе парадный халат на случай, когда приедут гости, то чтобы можно было вам прилично показаться и принять их».
В разговорной речи к врачам часто применяется профессиональное прозвище «люди в белых халатах» из-за традиционного облачения медиков всех направлений.

## Галерея

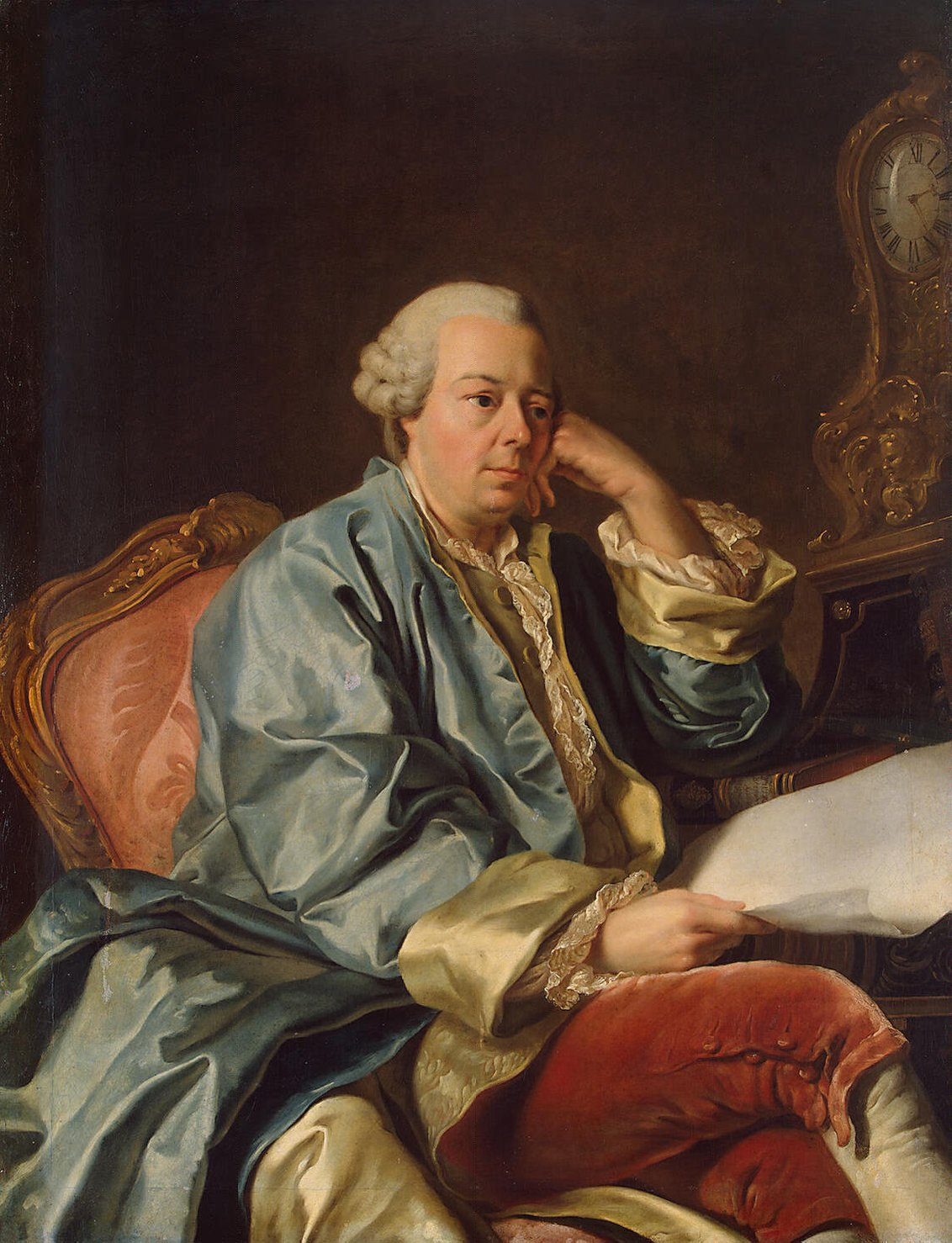
Портрет Ивана Бецкого (между 1776 и 1777 гг.) кисти Александра Рослина, Эрмитаж
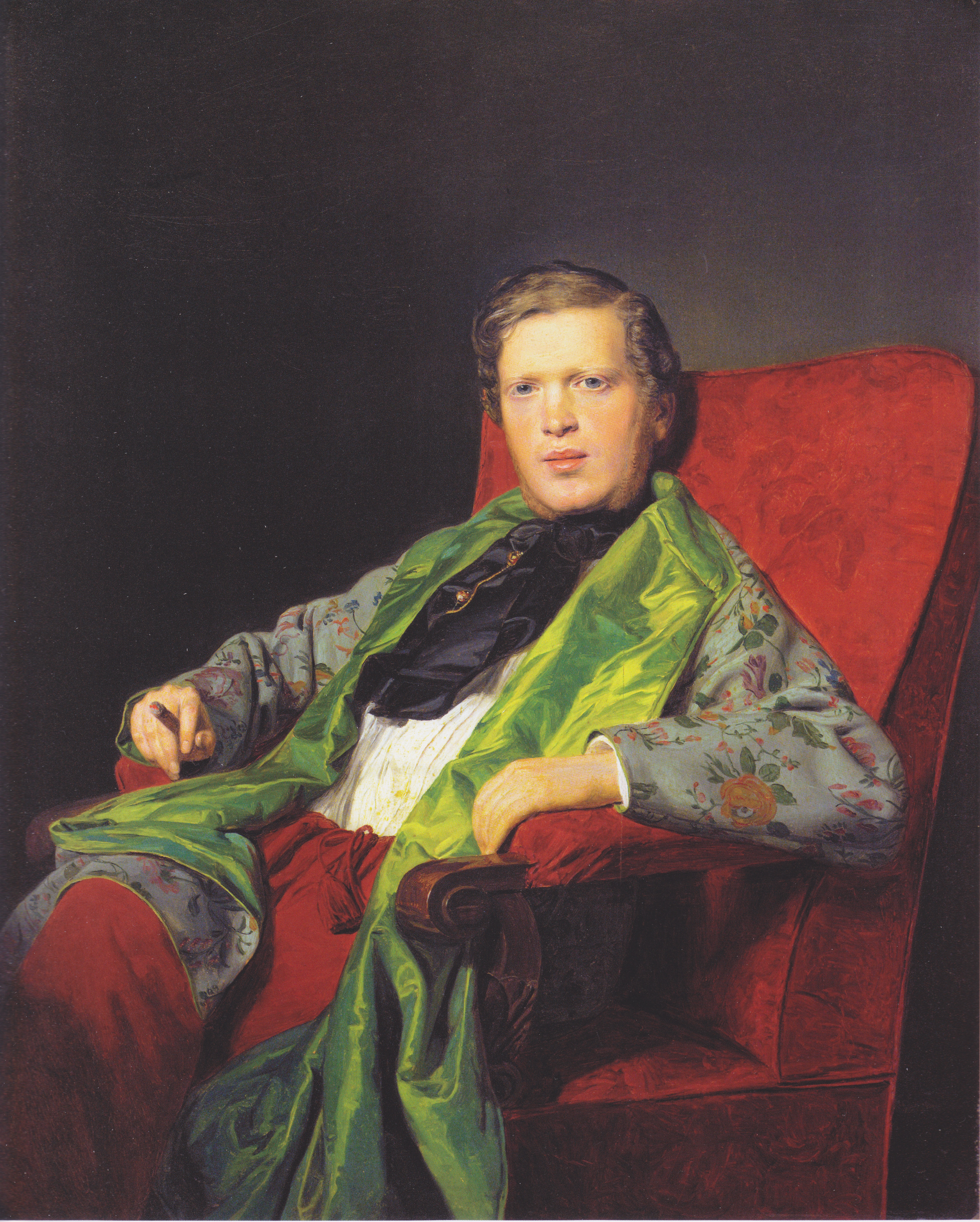
Мужской портрет (1841 г.) кисти Фердинарда Вальдмюллера, экспозиция Музея города Вены
Двое заключённых в 1915 году (фотография С. М. Прокудина-Горского)
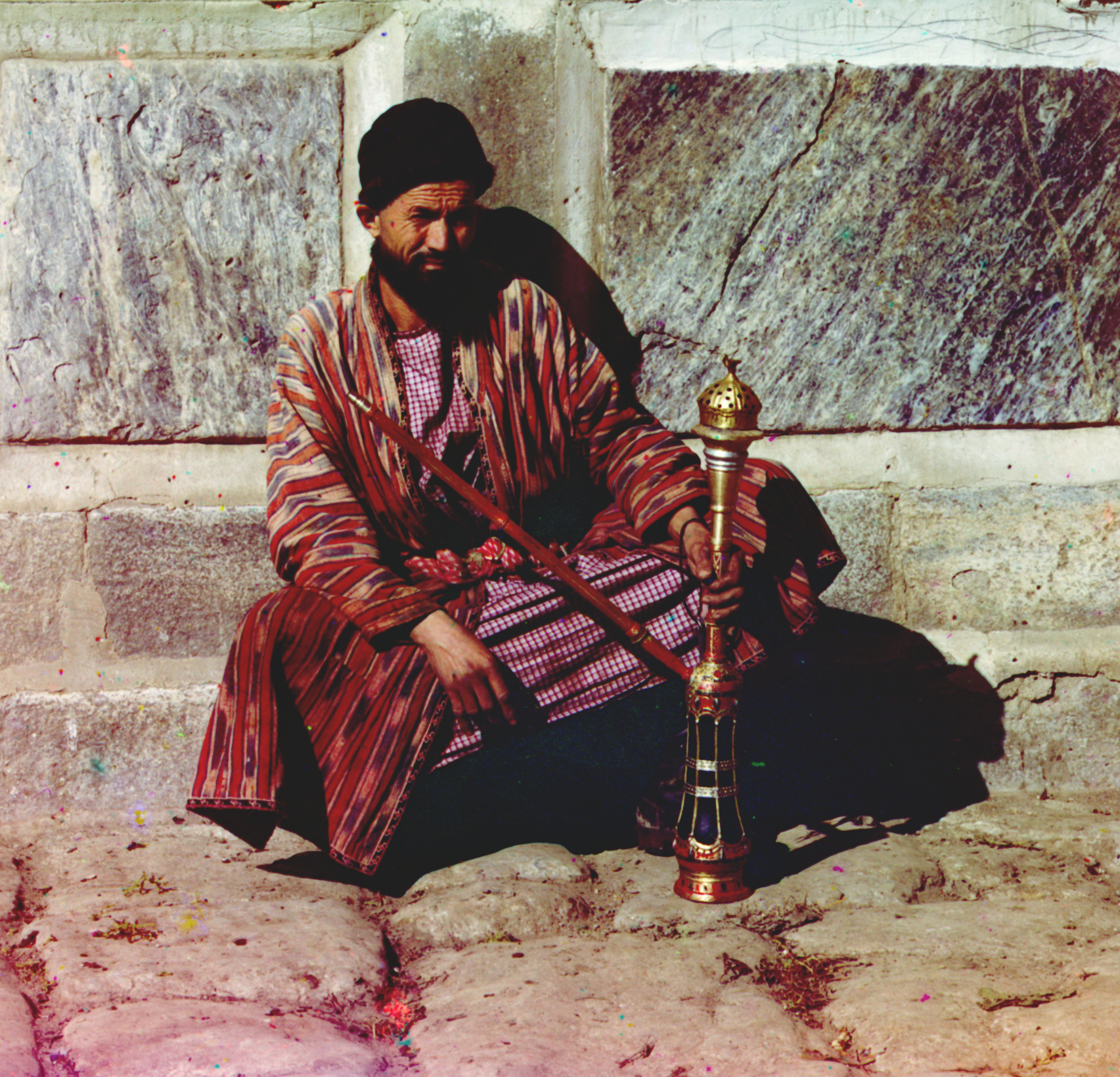
Мужчина в халате и с кальяном (фотография С. М. Прокудина-Горского)
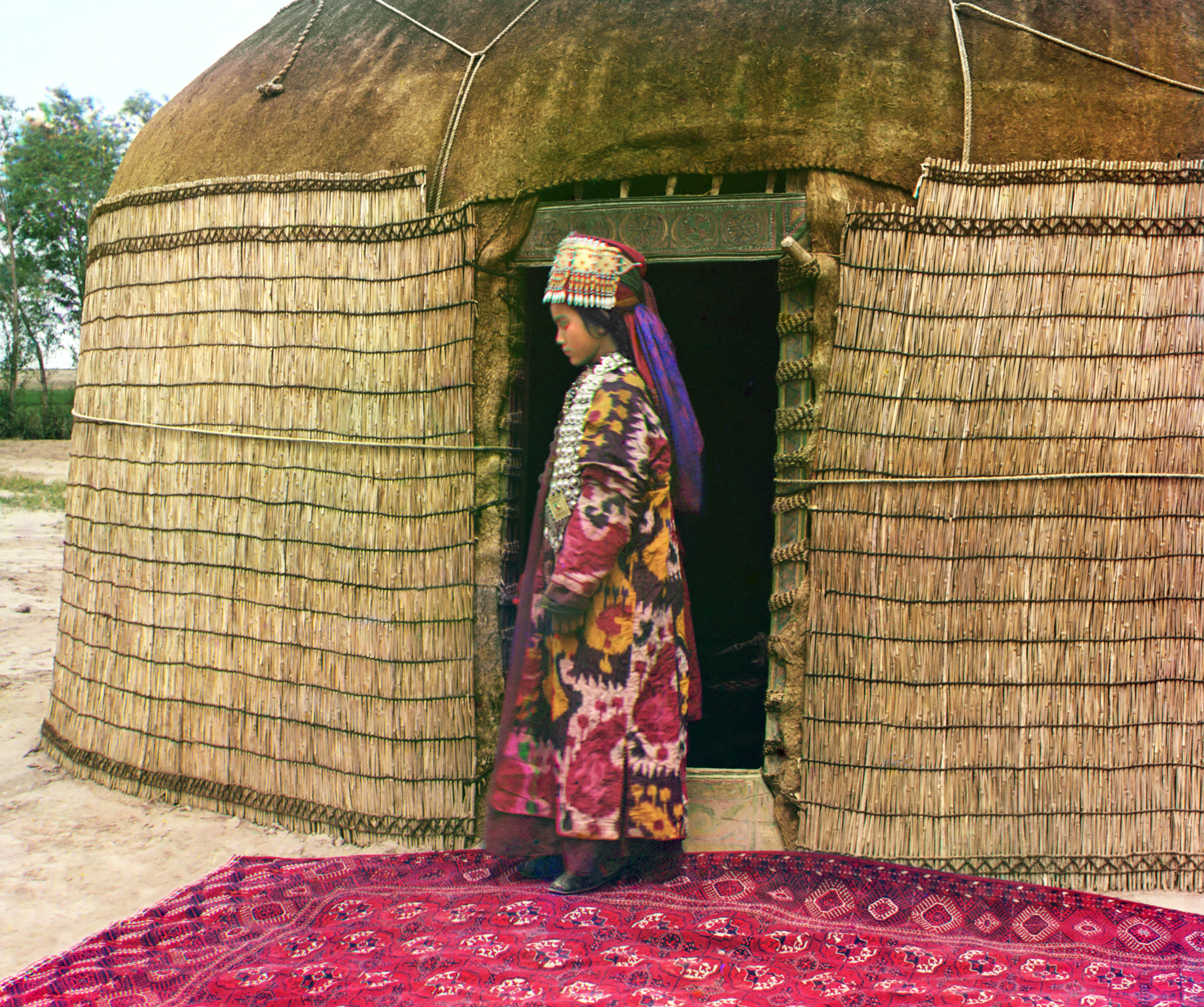
Туркменская женщина (фотография С. М. Прокудина-Горского)
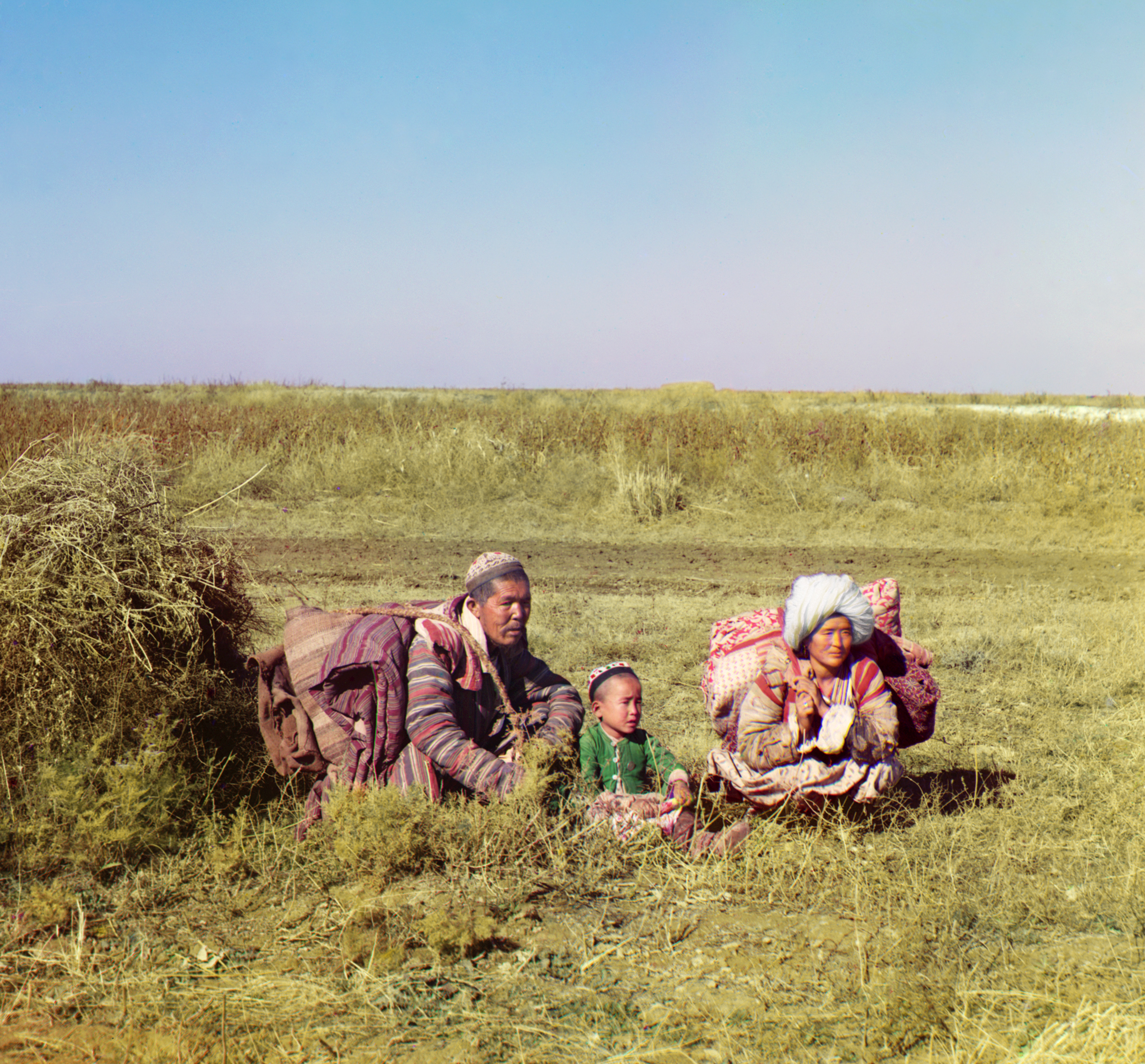
Казахская семья, носящая халаты, 1911 (фотография С. М. Прокудина-Горского)
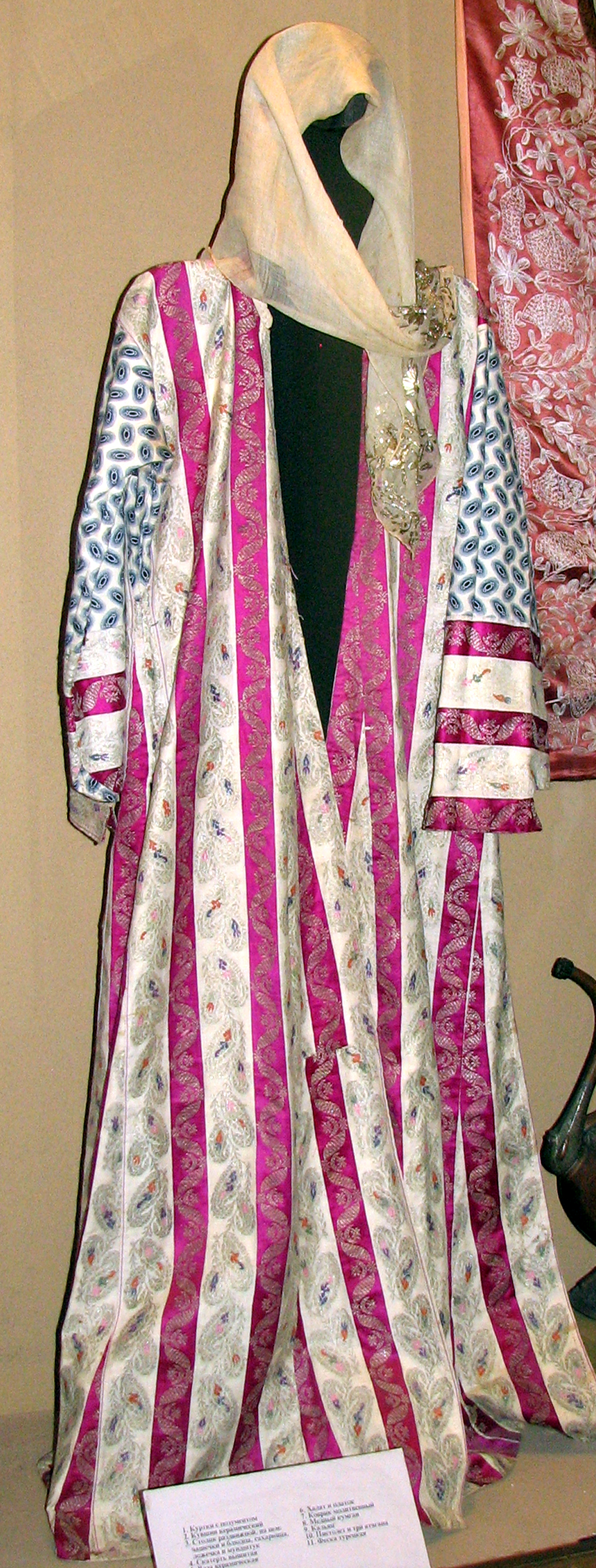
Турецкий халат из Кунсткамеры в Санкт-Петербурге
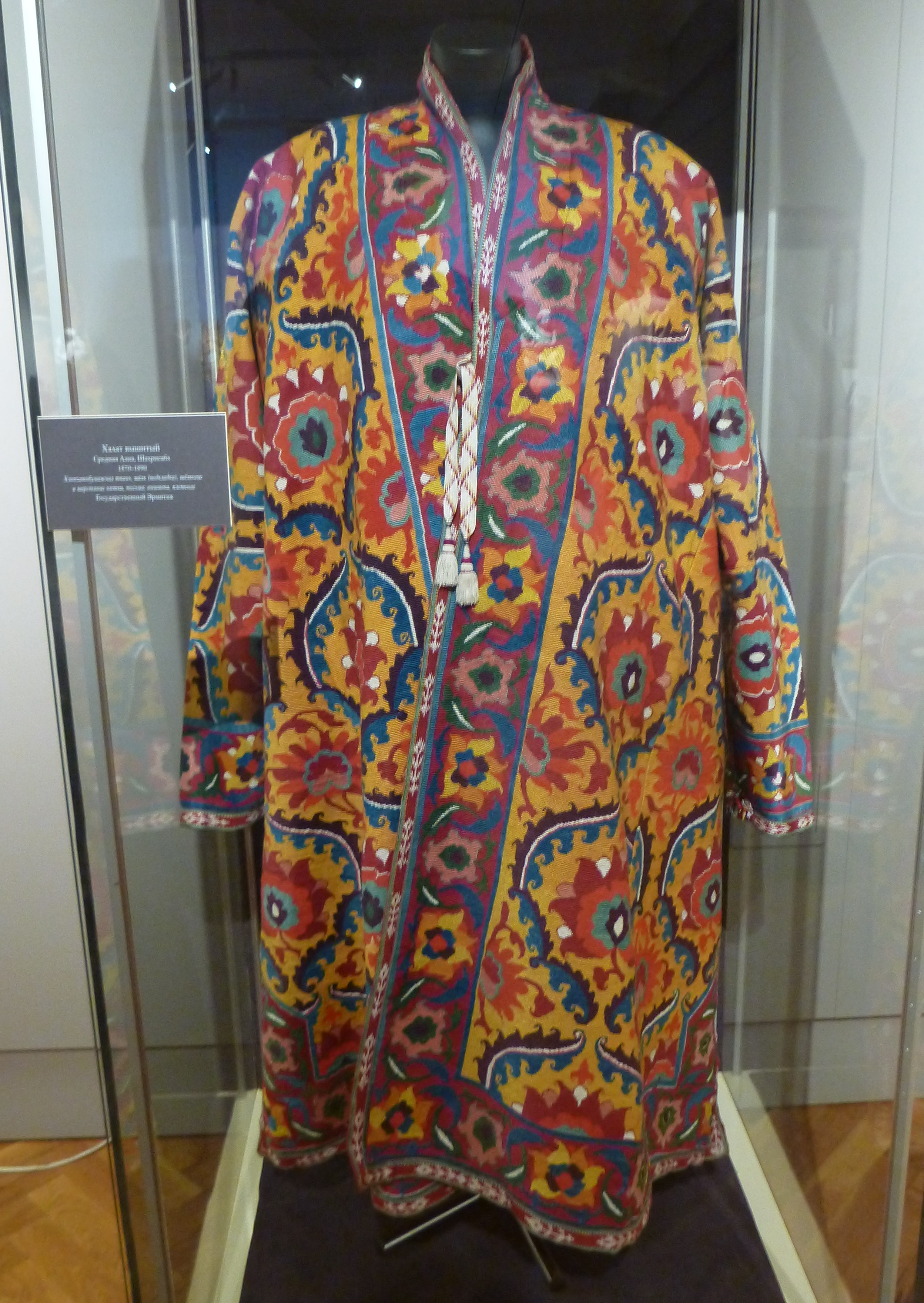
Вышитый халат (хлопок, шёлковая подкладка), Шахрисабз (совр. Узбекистан), 1870-1890-е гг., из собрания Эрмитажа
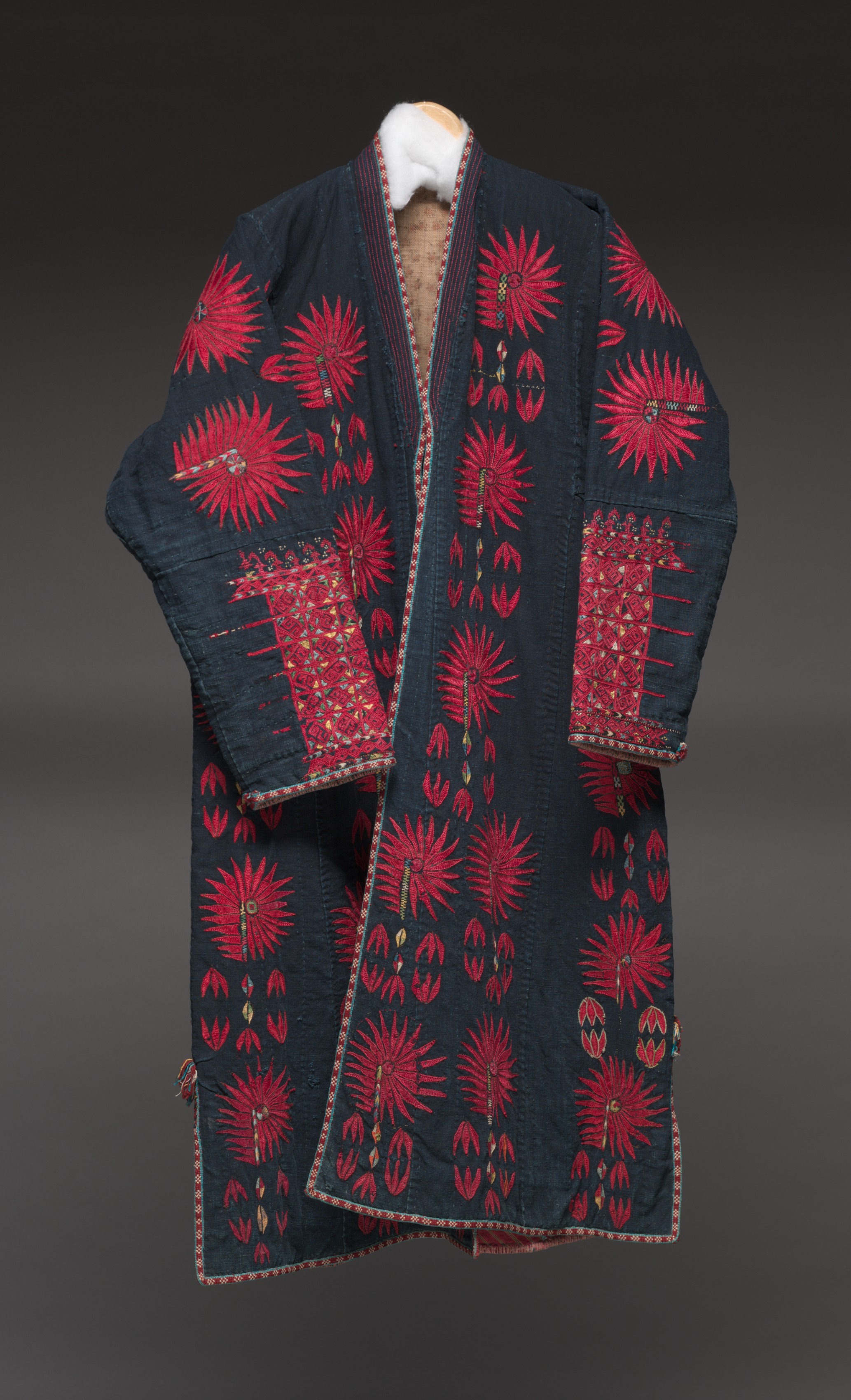
Женский халат (хлопок, шёлк), 1850-е гг., Хорезм (Каракалпакия), из собрания художественного музея Кливленда